# Уестърн (филм)
„Уестърн“ (на английски: Western) е копродукция на Германия, България и Австрия игрален филм (артхаус, драма) от 2017 година по сценарий и режисура на Валеска Гризебах. Оператор е Бернхард Келер. Музиката е на Уве Хаусих.
Филмът е заснет от 8 юли до 15 септември 2015 г. край село Петрелик.

## Сюжет
Група немски строителни работници започват работа на труден обект в затънтен край на България. Чуждата земя събужда у мъжете жажда за приключения, но ги изправя и пред собствените им предразсъдъци и недоверие, предизвикани от езиковата бариера и културните различия..

### Актьорски състав
| Роля                         | Изпълнител              |
| ---------------------------- | ----------------------- |
| Майнхард                     | Майнхард Нюман          |
| Винсънт                      | Райнхард Ветрек         |
| Адриан                       | Сюлейман Алилов Летифов |
| Венета                       | Венета Франгова         |
| Таня                         | Вяра Борисова           |
| гъркът                       | Валдемар Занг           |
| Хелмут                       | Детлеф Шайх             |
| Ванко                        | Кевин Башев             |
| Манчо                        | Алиосман Делиев         |
| бащата на Манчо              | Момчил Синанов          |
| Йенс                         | Йенс Клайн              |
| Томи                         | Роберт Гавелек          |
| Марсел                       | Саша Дайнер             |
| Воле                         | Енрико Мантеи           |
| Гюлзет                       | Гюлзет Зилфов           |
| Костадин                     | Костадин Керенчев       |
| Елена                        | Катерина Дерменджиева   |
| продавачка в лавката         | Мария Прокопова         |
| майката на Вяра              | Иванка Попова           |
| старец от селото             | Тодор Дамянов           |
| старец от селото             | Георги Стойчев          |
| мъж на селския площад        | Николай Икономов        |
| мъж на селския площад        | Илия Георгиев           |
| жената на Адриан             | Надежда Кавалова        |
| рейнджър                     | Десислав Башев          |
| приятел на Ванко             | Сейхам Чапкънов         |
| приятел на Ванко             | Иво Бадев               |
| мъж в колата                 | Кязим Ахмет             |
| мъж в колата                 | Динко Бочуков           |
| мъж в колата                 | Красимир Джолев         |
| строител                     | Бекир Муев              |
| биячът                       | Сталин Спиров           |
| биячът                       | Арбен Джиналиев         |
| биячът                       | Костадин Спиров         |
| член на семейството на Ванко | Теменужка Бочукова      |
| член на семейството на Ванко | Даниела Синанова        |
| прабабата на Ванко           | Нефише Манахова         |
| кметът                       | Атанас Попов            |
| конник                       | Малин Малинов           |
| лесничей                     | Васил Луков             |
| лесничей                     | Крум Илиев              |
| мъж играещ на карти          | Ангел Илиев             |
| мъж играещ на карти          | Илия Кундурджиев        |
| мъж играещ на карти          | Георги Бойков           |
| мъж играещ на карти          | Яни Чавдаров            |
| жената на Манчо              | Виолета Аврамова        |

## Награди
- „Арт филм фестивал“ – Немска филмова награда за най-добър пълнометражен филм
- „Наградата на ФИПРЕССИ“ и „наградата за най-добър филм“ на Мотовун Филм Фестивал (Мотовун, Хърватия 2017)
- „Сребърен Астор“ за най-добър режисьор на Мар дел Плата Филм фестивал (Мар дел Плата, Аржентина, 2017)
- „Голямата награда“ и „наградата на ФИПРЕССИ“ на Т-Мобайл Ню Хоризонс Интернешънъл Филм Фестивал (Вроцлав, Полша, 2017)
- „Специално споменаване“ на Голдън Ейприкот Ереван Интернешънъл филм фестивал (Ереван, Армения)
- „Най-добър филм“ на Джеймсън СинеФест – Мишколц Интернешънъл Филм Фестивал (Мишколц)
- „Наградата на фондация на семейство Вилф“ на Йерусалим филм фестивал (Йерусалим, Израел)
- „Награда на журито“ на Севиля Юропиън Филм фестивал (Севиля, Испания)